# Live at Knebworth
Live at Knebworth, także Live Summer 2003 – koncertowy album Robbie’ego Williamsa z 2003 roku.

## Lista utworów
źródło:.
1. "Let Me Entertain You" – 5:55
2. "Let Love Be Your Energy" – 4:45
3. "We Will Rock You" – 1:19
4. "Monsoon" – 5:10
5. "Come Undone" – 5:34
6. "Me and My Monkey" – 7:20
7. "Hot Fudge" – 5:45
8. "Mr. Bojangles" – 5:25
9. "She's the One" – 5:43
10. "Kids" – 7:21
11. "Better Man" – 2:11
12. "Nan's Song" – 4:51
13. "Feel" – 5:17
14. "Angels" – 5:55